# Peggoty Mutai
Peggoty Mutai est une chimiste kenyane née à Kericho, s'intéressant à la chimie médicale et travaillant notamment à la recherche de nouveaux traitements contre les vers parasites.

## Recherches
Peggoty Mutai a fait partie des quinze jeunes scientifiques choisies par le programme « Prix L'Oréal-Unesco pour les femmes et la science » pour recevoir une bourse internationale afin de poursuivre leurs projets de recherche.
« Une grande proportion des enfants au Kenya souffrent des vers. En grandissant, nous n'étions jamais testés. Nous grandissions avec eux. Les enfants ne peuvent pas atteindre leur plein potentiel de cette façon. Il existe des traitements contre les vers aujourd'hui : tous les enfants d'une école reçoivent des médicaments contre les vers. Cela diminue l'absentéisme à l'école. Mais que se passe-t-il quand cela cesse de fonctionner, quand les vers développent une résistance ? Au Kenya, de nombreuses personnes utilisent des soins traditionnels à base de plantes. Et j'étudie les effets de ces plantes. »
Après ses études à l'université de Nairobi au Kenya où elle a obtenu son Bachelor of Science puis son mastère en pharmacie et analyses pharmaceutiques, elle a été acceptée à l'université McGill au Canada pour y poursuivre son doctorat commencé à l'université du Cap en Afrique du Sud.